# Odostomia eburnea

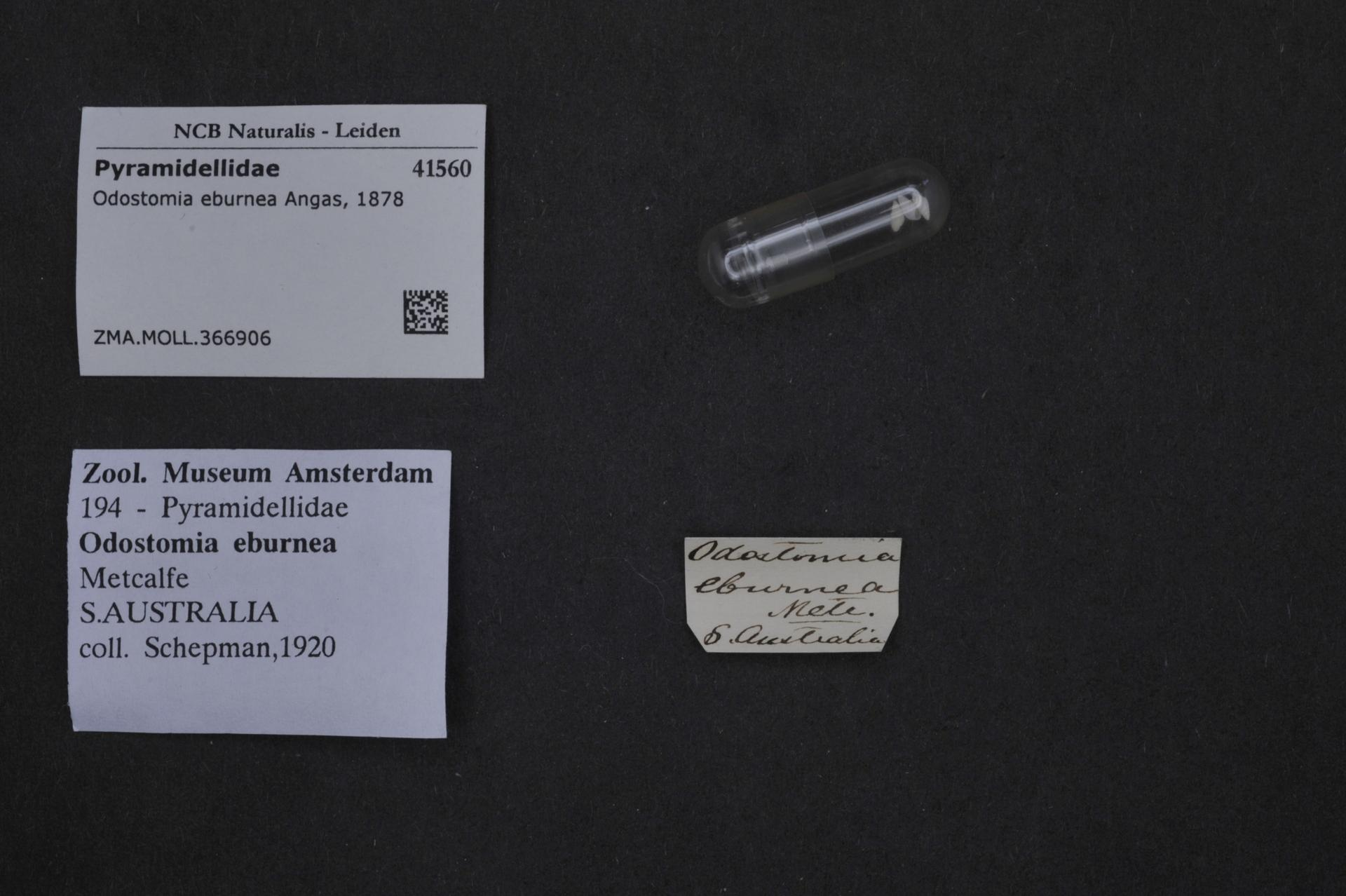
Odostomia eburnea

Odostomia eburnea är en snäckart. Odostomia eburnea ingår i släktet Odostomia och familjen Pyramidellidae. Inga underarter finns listade i Catalogue of Life.